# کانتون اپنزل اینرهودن
کانتون اپنزل اینرهودن (Canton of Appenzell Innerrhoden) یکی از کانتون‌های کشور سوئیس است.